# Krzczonów Trzeci
Krzczonów Trzeci – wieś w Polsce położona w województwie lubelskim, w powiecie lubelskim, w gminie Krzczonów.
W latach 1975–1998 miejscowość należała administracyjnie do ówczesnego województwa lubelskiego.
Wieś stanowi sołectwo gminy Krzczonów. Według Narodowego Spisu Powszechnego z roku 2011 wieś liczyła 387 mieszkańców.
Wierni Kościoła rzymskokatolickiego należą do parafii Wniebowzięcia Najświętszej Maryi Panny w Krzczonowie.